# Michał Sitarski (aktor)
Michał Sitarski (ur. 29 lipca 1977 we Wrocławiu) – polski aktor.

## Życiorys
Początkowo studiował na Zamiejscowym Wydziale Lalkarskim we Wrocławiu, zanim rozpoczął naukę Państwowej Wyższej Szkole Teatralnej w Krakowie, którą ukończył w 2003. Podczas studiów zadebiutował rolą Gościa w Wiśniowym sadzie Czechowa w reż. Remigiusza Brzyka w Teatrze Starym w Krakowie (2001). W 2003 roku za rolę Moliera w przedstawieniu dyplomowym 4 razy Molier otrzymał wyróżnienie na Festiwalu Szkół Teatralnych w Łodzi. Grał również w krakowskim Teatrze im. Słowackiego w Kaliguli (2003) Alberta Camusa w reż. Agaty Dudy-Gracz jako Kat oraz w warszawskim Teatrze Rozmaitości w sztukach Iwana Wyrypajewa – Sny (2004) w reż. Łukasza Kosa i Tlen w reż. Aleksandry Koniecznej.
W latach 1994–1996 brał udział w programie dla młodzieży w telewizji Polsat Pamiętnik nastolatki. W latach 2005–2008 grał rolę Konrada Kopczyńskiego w serialu Egzamin z życia.
W latach 2006–2017 był aktorem Teatru Powszechnego w Warszawie, z którym gościnnie związany był od 2004. Użyczył głosu Rozumowi w reklamach TP S.A.

## Filmografia
- 2003–2010: Na Wspólnej – Rysiek
- 2003: Na dobre i na złe – Gniewosz (odc. 146)
- 2005–2008: Egzamin z życia – Konrad Kopczyński
- 2008: Londyńczycy – dziennikarz radiowy Tomasz Skowronek (odc. 9 i 10)
- 2009: Przystań – Paweł Rydlik
- 2009: Przeznaczenie – Chudzik (odc. 7)
- 2009: Moja nowa droga – Piotr
- 2010: Ojciec Mateusz – Olgierd, pracownik Adrianny Grabek (odc. 62)
- 2011: Wiadomości z drugiej ręki – Jacek Makowski
- 2011: Instynkt – Adam, ksiądz egzorcysta (odc. 4)
- 2012: Wszystko przed nami – Mirek (odc. 29, 32-34)
- 2013: Komisarz Alex – Stefan Gruber (odc. 31)
- 2013: Ojciec Mateusz – Jędrzej Bukowski (odc. 118)
- 2014: Lekarze – Arczyński (odc. 42)
- 2014: Sama słodycz – „Myszka” (odc. 7, 8 i 10)
- 2014: Czas honoru. Powstanie – Hans Schumacher (odc. 11 i 12)
- 2014: Barwy szczęścia – Wiktor, kolega Kostka z więzienia
- 2014–2015: O mnie się nie martw – szef call center (odc. 1 i 2), Jerzy Starski (odc. 38)
- 2015: Nie rób scen – policjant, partner Olgi (odc. 1)
- 2015–2016: Singielka – Andrzej Mazur „Faktur”, księgowy w redakcji portalu „Co tam?”
- 2016: Na dobre i na złe – Romek, były mąż Marzeny (odc. 635)
- 2016: Bodo – Ossorya-Brochocki (odc. 4)
- 2017: Ojciec Mateusz – detektyw Wojciech Pilski (odc. 233)
- 2017: Miasto skarbów – Robert Norton (odc. 7)
- 2017: Komisarz Alex – dziennikarz Max Witold Kotowski (odc. 108)
- 2018: Miłość jest wszystkim – szef tv
- 2018: Kler – inspektor budowy
- 2018: Drogi wolności – bankowiec (odc. 7, 12, 13)
- 2018–2019: Dziewczyny ze Lwowa – gangster Rafał Kacprzak „Komandos”
- 2019–2020: Korona królów – Dobiesław z Kurozwęk
- 2019: Solid Gold – nadinspektor
- 2019: Proceder – sierżant „Pepe” w Zakopanem
- 2019: Komisarz Alex – Marcel, przyjaciel treserki (odc. 156)
- 2019: 39 i pół tygodnia – anestezjolog (odc. 9)
- 2020: Zieja – powstaniec „Lewar”
- 2020: Bez skrupułów – nadinspektor (odc. 5)
- 2020: BrzydUla 2 – adwokat Feliks Fic

### Dubbing
- 1989: Miś Paddington

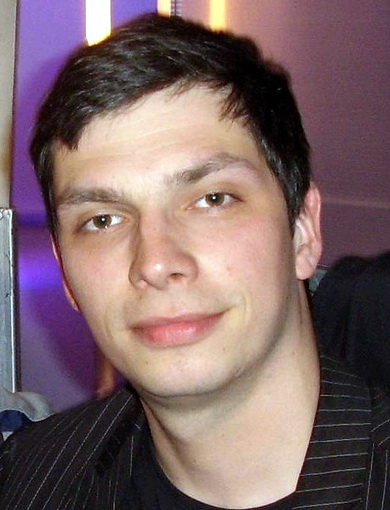
Michał Sitarski (2007)

- 2002: Balto II: Wilcza wyprawa – Yak
- 2008: Stacyjkowo – Hanzo
- 2009: Animalia
- 2009: Scooby Doo i miecz samuraja
- 2010: Psy i koty: Odwet Kitty
- 2010: Bestia z Wolfsberga – taksówkarz
- 2010: Transformers: Prime (żołnierz M.E.C.H. / generał Bryce / żołnierz Decepticon / Komandor Ultra Magnus)
- 2010: Małe królestwo Bena i Holly
- 2010: Fanboy i Chum Chum – Lenny
- 2010: Różowa Pantera i przyjaciele
- 2010: Balto III: Wicher zmian
- 2011: Generator Rex – Van Kleiss
- 2011: Klub Winx – Mroczny Feniks
- 2011: Magiczna podróż do Afryki – Lew
- 2011: Delfin Plum – wódz
- 2015: Game Shakers – Double G
- 2021: Eternals – Phastos[4]

### Reklamy
- 2010−2016: Telekomunikacja Polska/Orange – Rozum